# 日本國鐵ED14型電力機車
ED14型电力机车（日语：ED14形電気機関車）是日本铁路的第一代干线电力机车车型之一，由日本国有铁道的前身铁道省于1926年（大正11年）从美国引进，由通用电气公司设计制造，适用于供电制式为1500伏直流电的电气化铁路。

## 历史
1922年（大正11年），日本铁道省决定对东海道本线实施电气化改造。由于当时日本并没有制造干线电力机车的经验，因此决定采用首先从国外引进的办法。日本向美国的鲍尔温机车厂和西屋电气公司订购了两台1000型电力机车（ED10型电力机车）之后，又向通用电气公司订购了两台形式类似的电力机车以作比较，称为1010型电力机车（ED11型电力机车）。由于1010型电力机车的运行情况良好，因此铁道省决定再次向通用电气公司订购了第二批四台电力机车，当时定型为1060型电力机车。1928年（昭和3年）10月，根据铁道省的车辆形式称号规程修订，该型机车改称为ED14型电力机车。
ED14型电力机车投入运用初期，与ED15型电力机车一同首先配属到东京机关区，主要在东海道本线担当货物列车的牵引任务。1930年（昭和5年）12月，随着中央线八王子至甲府区段完成电气化改造，ED14型电力机车改配属甲府机关区，用于在该区段牵引货物列车。二战结束后，又被临时转移到丰桥机关区，在饭田线上投入运用。1950年（昭和25年），ED14型电力机车改配属作并机关区，在仙山线作并至山寺区间投入运用。

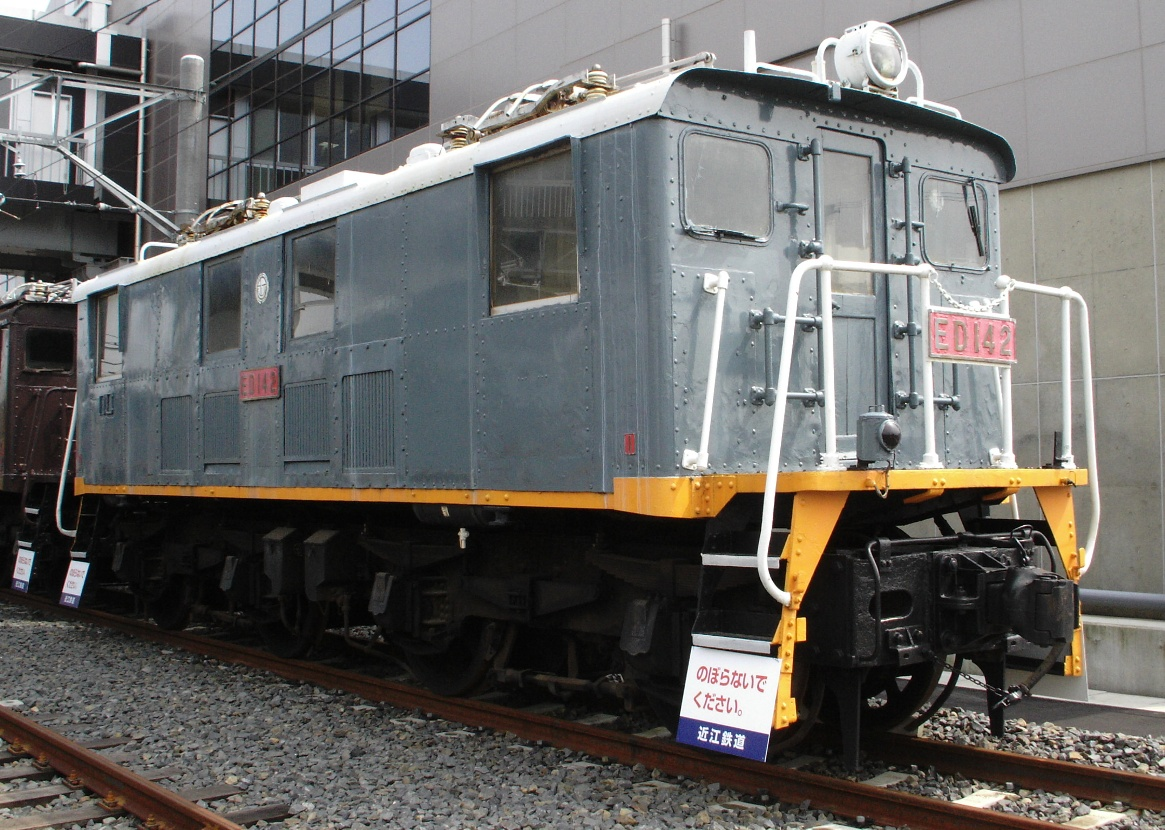
近江铁道的ED14-2号机车

1960年（昭和35年），由于ED17型电力机车开始配属作并机关区，ED14型电力机车因而停运和封存。1962年（昭和37年），ED14-2、ED14-3号机车被转让予近江铁道。另一方面，由于仙山线的牵引变电所容量不足，功率较大的ED60型新性能电力机车逐步被转出，并再次恢复使用ED14-1、ED14-4号机车。1966年（昭和41年），ED14-1、ED14-4号机车从国铁除籍，同样被转让予近江铁道。
ED14型电力机车主要在近江铁道本线、多贺线上担当货物列车的牵引任务，运用区间为多贺—彦根—米原。1986年（昭和61年）3月31日，多贺至彦根之间为住友水泥服务的矿石列车停运，ED14-2、ED14-3号机车亦于同年4月1日起停运和封存。1988年（昭和63年）3月12日，鸟居本至彦根之间的石油运输列车停运，ED14-1、ED14-4号机车此后不再牵引货物列车，仅在冬季时作为除雪车辆使用。ED14-2、ED14-3号机车一直被存放于彦根车库，至2004年（平成16年）7月1日报废。而ED14-1、ED14-4号机车则至今仍然在运用状态。

## 技术特点

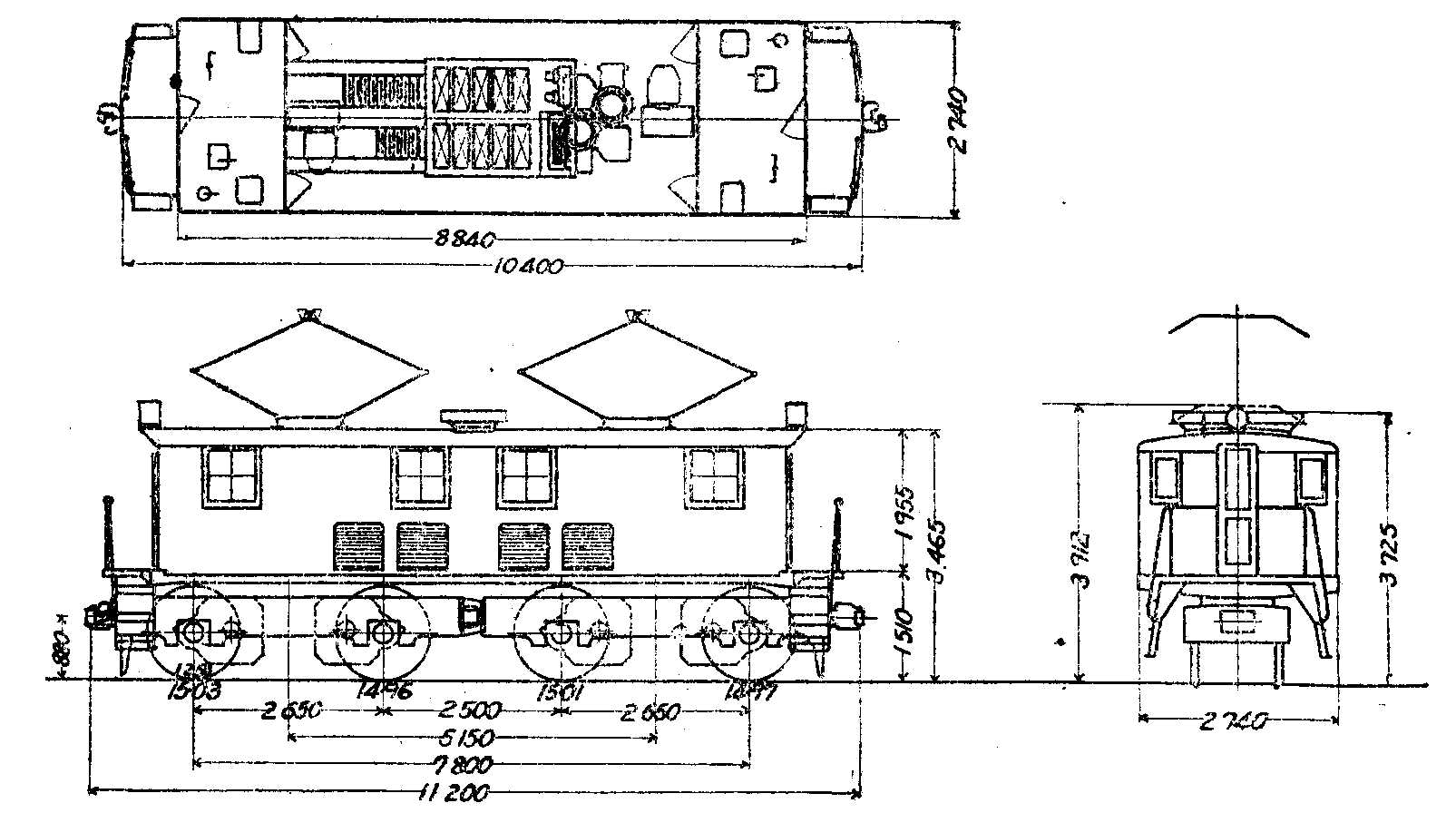
ED14型电力机车的总体布置

ED14型电力机车是客货运通用的直流电力机车，适用于供电制式为1500伏直流电的电气化铁路。机车采用非承载式结构的全金属箱形车体，车体各项载荷全部由底架承担，车体侧墙和顶盖不参与承载。实际上，除了车钩安装位置和转向架结构的差异之外，ED14型电力机车的车体结构和ED11型电力机车基本相同。ED11型电力机车的车钩是安装在车体底架两端的牵引梁内，而ED14型电力机车的车钩则直接安装在转向架构架的端梁上。机车两端为露天的通过台区域，车体两端各设有一个司机室，车体中部为电气室。司机室前方中央设有一扇端门，电气室左右两侧均开有通风百叶窗口，车顶相对两端司机室上方的位置各装有一台双臂式受电弓。
机车走行部为两台二轴转向架，轴箱采用导框式定位机构。悬挂装置由钢板弹簧、螺旋弹簧和均衡梁组成。转向架采用旁承支重设计，而牵引力通过转向架构架传递到车钩。牵引电动机采用抱轴式悬挂，牵引电动机的一端安装在转向架构架上，而另一端通过抱轴承刚性抱合在车轴上。牵引电动机输出的扭矩通过一级减速齿轮传递给轮对，牵引齿轮传动比为16：69（1：4.31）。
ED14型电力机车是直—直流电传动的直流电力机车，通过调节起动电阻、牵引电动机的串—并联转换和磁场削弱来达到调速的目的。机车起动和加速时，逐步减少起动电阻的阻值，然后将四台直流牵引电动机从串联转入并联连接，从而实现有级调速。机车还可以对牵引电动机使用磁场削弱，作为恒功区的辅助调速手段。

## 参看
- ED10型电力机车
- ED11型电力机车
- ED12型电力机车
- 日本电力机车列表